# Glenn Marsland
Glenn Marsland, né le 30 juin 1947, est un ancien joueur australien de basket-ball.